# Бурханов, Хасанбой
Хасанбо́й Бурха́нов (узб. Hasanboy Burxonov; род. 14 декабря 1970, Наманганский район, Наманганская область, Узбекская ССР) — защитник прав и свобод людей с инвалидностью, общественный и политический деятель. Один из лидеров узбекской оппозиции и основатель политического оппозиционного движения Erkin O’zbekiston.

## Биография
Хасанбой Бурханов родился 14 декабря 1970 года в Наманганском районе Узбекской ССР. Он является человеком с инвалидностью. В девятимесячном возрасте он переболел полиомиелитом, в следствии чего при ходьбе пользуется вспомогательными средствами передвижения. В 1986 году окончил общеобразовательную школу-интернат № 100 в Ташкенте, Узбекская ССР. В июне 1990 года завершил обучение в Михайловском экономическом колледже-интернате РСФСР, где получил среднее профессиональное образование по специальности «Экономика и бухгалтерский учёт». В августе 1990 года поступил на заочное отделение в Харьковский юридический институт имени Ф. Э. Дзержинского.

## Трудовая деятельность
В возрасте 19 лет, Бурханов начал свою трудовую деятельность в системе Госснаба СССР по Наманганской области с должности инженер-маркетолог.
Весной 1993 года, в возрасте 22 лет, основал частную фирму «Ангел». Вплоть до начала своей общественной деятельности, Хасанбой Бурханов работал в коммерческих структурах.

## Общественная деятельность
В конце 2005 года, Бурханов был приглашён на работу в систему Узбекского общества инвалидов (УзОИ), которое было основано 22 января 1991 года Постановлением номер 18 Кабинета Министров Узбекской ССР за подписью Ислама Каримова.
В 2006 — 2008 годах работал Директором дочернего предприятия «Tehnokomtrade» УзОИ.
В 2007 — 2012 годах работал Председателем Ташкентского городского отделения УзОИ.
В 2009 — 2012 годах работал заместителем Председателя Узбекского общества инвалидов.

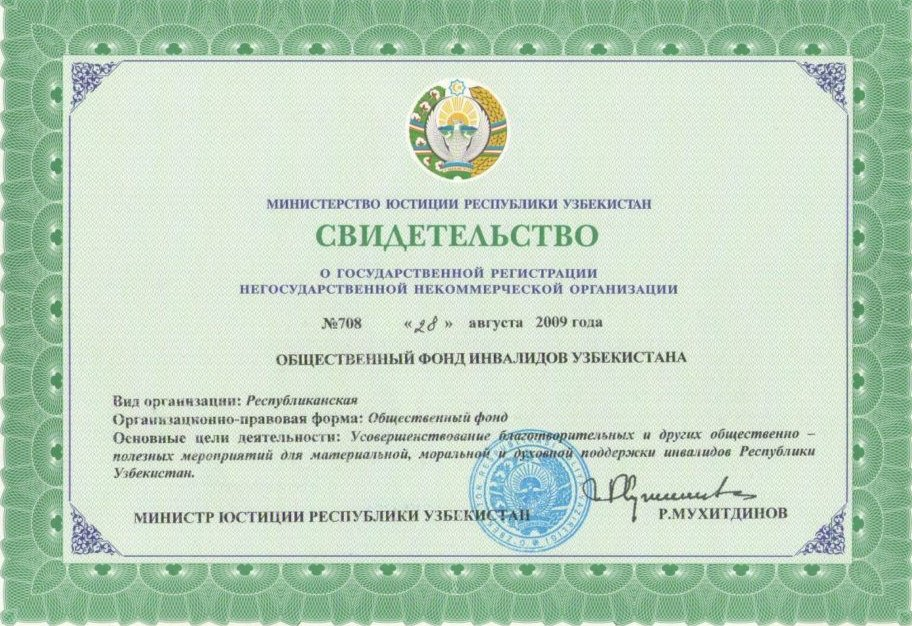
Свидетельство о государственной регистрации Общественного Фонда инвалидов Узбекистана. 28.08.2009

В 2009 году, Бурханов учредил «Общественный Фонд инвалидов Узбекистана», которое было зарегистрировано в Министерстве юстиции Республики Узбекистан 28 августа 2009 года под номером 708.

## Уголовное дело
В 2009 году Ташкентская городская прокуратура возбудила уголовное дело против Бурханова. Ему инкриминировали деяния, предусмотренные частью 1 статьи 207 (Должностная халатность) и частью 3 статьи 167 (Хищение путем присвоения или растраты) Уголовного Кодекса Республики Узбекистан.
Судебные процессы над Бурхановым продолжались на протяжении 3,5 лет, и получили общественную огласку.
Правозащитники и представители посольств США и Великобритании, которые участвовали на этих судебных заседаниях и вели мониторинг дело Бурханова, имели большие сомнения в правдивости обвинений Ташкентской городской прокуратуры в отношении Бурханова.
О деле Бурханова упоминается в ежегодном Докладе о правах человека в мире за 2012 год Государственного департамента США и Форин-офис.

## Политическая эмиграция
После того, как жизни Бурханова стала угрожать реальная опасность, осенью 2012 года он покинул Узбекистан и подал заявление о предоставлении ему политического убежища в Германии. Рассмотрев прошение Бурханова, 14 ноября 2013 года Федеральное ведомство по делам миграции и беженцев (BAMF) предоставило Хасанбою Бурханову политическое убежище согласно параграфа 16 «а» Конституции ФРГ.

## Оппозиционная деятельность
В эмиграции Бурханов продолжает вести свою общественно-политическую деятельность.
Осенью 2019 года Бурханов со своими единомышленниками создали политическое оппозиционное движение Erkin O'zbekiston (Свободный Узбекистан). 
Ведя мониторинг за выборами в Законодательную палату Олий Мажлиса Республики Узбекистан, Бурханов смог уличить немецкого наблюдателя в получении взятки. В последующем, во время встречи с Бурхановым, представители партии die Linke требовали от него удалить эту информацию, в противном случае угрожали ему судебным иском. Но дальше угроз дело не двинулось.
Бурханов с систематической регулярностью выступает на конференциях ОБСЕ, где поднимает актуальные проблемы своего региона и даёт рекомендации по их устранению. А также, активно общается с заинтересованными СМИ.
В сентябре 2019 года участвуя на Совещании Бюро по демократическим институтам и правам человека ОБСЕ в Варшаве, Бурханов обратился с предложением к Европейскому союзу и правительству США выступить посредниками в переговорах между узбекской оппозицией и властями Узбекистана. Реакцией узбекских властей на это и другие выступления Бурханова в ОБСЕ, стало публикация в Национальном информационном агентстве Узбекистана статьи под заголовком «Наманганлик фирибгарнинг Варшавадаги васвасаси» (Варшавская истерия Наманганского мошенника). В материале рассказывается о том, как Бурханов нанёс ущерб государству в размере 59 миллионов сум и чтобы скрыться от уголовной ответственности, а также получить статус политического беженца в Германии, он клевещет на Узбекистан и президента Шавката Мирзиёева. В заключительной части публикации говорится, что «он (Бурханов) должен быть немедленно экстрадирован в Узбекистан! По-другому и быть не может!».
После вторжения России в Украину 24 февраля 2022 года, выступая на международных Совещаниях и Конференциях, Бурханов рекомендовал странам региона ОБСЕ признать Россию государством-террористом.
Желая парализовать политическую деятельность Бурханова, узбекские власти используют практику запугивания и транснациональных репрессий против него и его сторонников. 